# Lars Magnus Ericsson

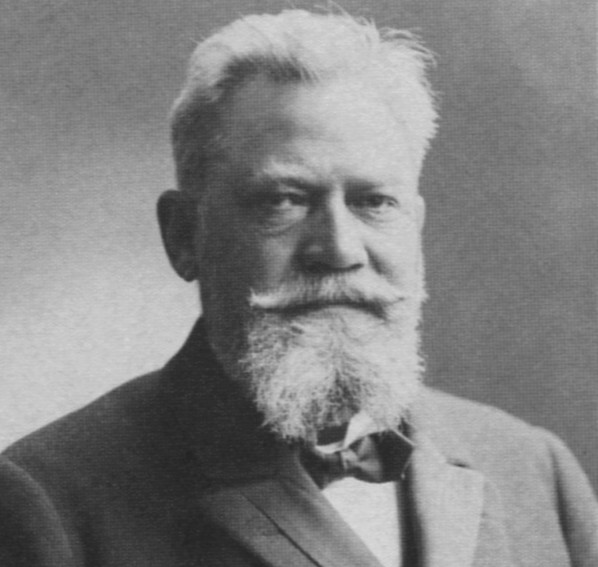
Lars Magnus Ericsson

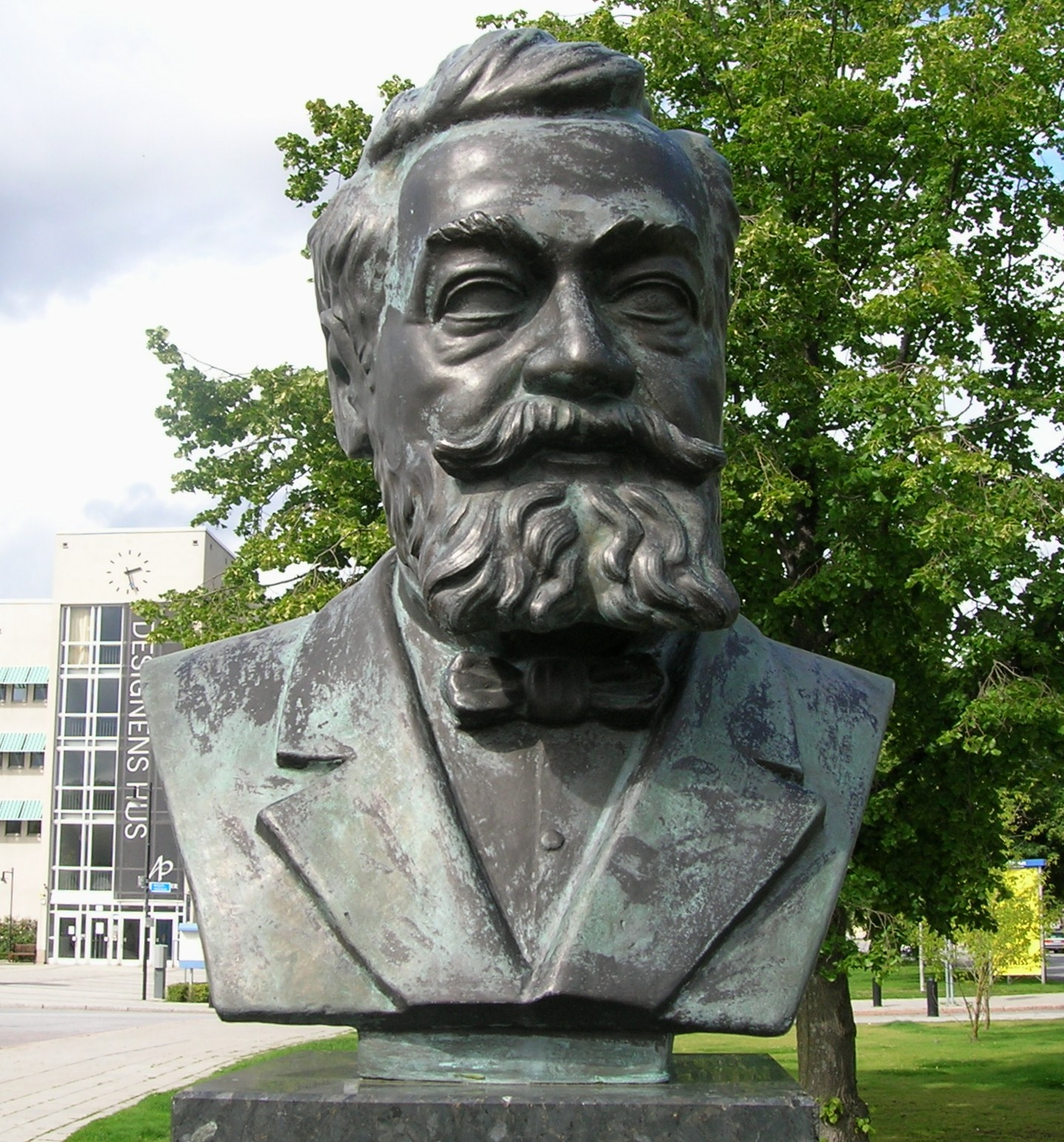
Lars Magnus Ericsson-Statue, Stockholm

Lars Magnus Ericsson (Aussprache [ˌlɑːʂ ˌmaŋːnɵs ˈeːɹiksɔn], * 5. Mai 1846 in Värmskog, (Värmland); † 17. Dezember 1926 in Botkyrka, (Stockholms län)) war ein schwedischer Erfinder und gründete 1876 die Firma Ericsson.

## Leben
Ericsson wuchs in der kleinen Stadt Vegerbol zwischen Karlstad und Arvika auf. Als er 11 Jahre alt war, verstarb sein Vater, und Ericsson war gezwungen zu arbeiten. Er arbeitete als Bahn- und Grubenarbeiter sowohl in Schweden als auch in Norwegen. 1867 zog er nach Stockholm und fing dort an für Öller & Co. zu arbeiten, die hauptsächlich Telegrafieausrüstung herstellten. Nach sechs Jahren erhielt er aufgrund seiner Fertigkeiten ein Stipendium, um sich im Ausland weiter fortzubilden. Er fuhr in die Schweiz zur Firma Hasler Bern und nach Deutschland, wo er unter anderem für Siemens & Halske arbeitete.
Als er 1876 nach Schweden zurückkehrte, gründete er zusammen mit einem Kollegen von Öller & Co, Carl Johan Andersson, eine kleine Mechanikerwerkstatt. Diese befand sich in einer ehemaligen Küche auf ca. 13 m² in der Drottningsgatan 15 im Zentrum Stockholms. Zu Anfang beschäftigten sie sich mit der Herstellung von mathematischen und physikalischen Instrumenten, fingen aber bald mit der Herstellung einer eigenen Variante von Telefonen an. 1883 begann die Zusammenarbeit mit Henrik Tore Cedergren, Gründer von Stockholms allmänna telefonaktiebolag, und Ericssons Firma begann kräftig zu wachsen und wurde zum heutigen Unternehmen Telefon AB L.M. Ericsson.
Im Jahre 1900 zog sich Lars Magnus Ericsson 54-jährig aus der Firma zurück. Er behielt seine Aktien, bis er 1905 alle verkaufte.
Man sagt, dass Ericsson eine schwierige Person war und keine Öffentlichkeit um sich herum mochte. Er war bei seinen Angestellten sehr respektiert. Er war ein Gegner von Patenten, da viele der Produkte der Firma mit einer effektiven Patentgesetzgebung nicht möglich gewesen wären. Es war ihm egal, als eine norwegische Firma sein Telefon nachbaute, denn sein eigenes war in großen Teilen ein Nachbau des Modells von Siemens. Wäre die Gesetzgebung effektiver gewesen, hätte Bell das Telefon in der ganzen Welt patentieren lassen können, was nun nicht mehr möglich war. Am Anfang glaubte Ericsson nicht, dass viele Menschen interessiert sein könnten, ein eigenes Telefon zu besitzen; er sah es eher als Spielzeug für die Oberklasse.
Privates
Ericsson war verheiratet mit Hilda Ericsson, geb. Simonsson (1860–1941). Er war der Sohn von Erik Eriksson (1804–1859) aus Vegerbol, Värmskog und Maria Jonsdotter (1810–1859) aus Mosterud, Stavnäs.

## Tod
Lars Magnus Ericsson starb 1926 und wurde im Hågelby gård in Botkyrka, südlich von Stockholm begraben. Gemäß seinem Wunsch hat sein Grab keinen Grabstein. 
Sein Vorstandszimmer wurde originalgetreu im Technischen Museum von Stockholm aufgebaut und ist dort zu besichtigen.